# Argelia en los Juegos Olímpicos de Albertville 1992
Argelia estuvo representada en los Juegos Olímpicos de Albertville 1992 por cuatro deportistas, tres hombres y una mujer, que compitieron en esquí alpino.
La portadora de la bandera en la ceremonia de apertura fue la esquiadora alpina Nacera Bokamum. El equipo olímpico argelino no obtuvo ninguna medalla en estos Juegos.